# Fabrica di Roma
Fabrica di Roma è un comune italiano di 8 175 abitanti in provincia di Viterbo.

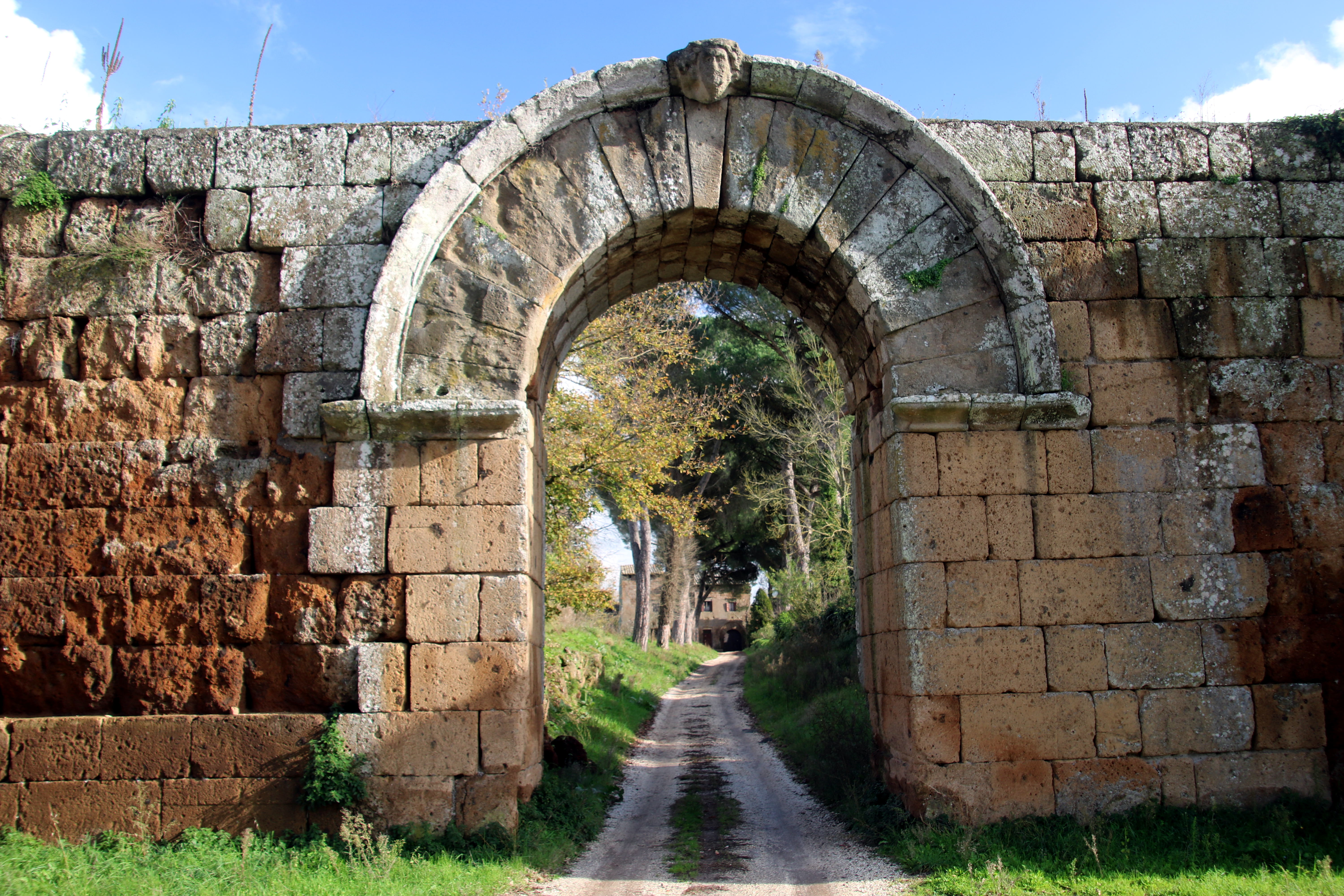
Porta di Giove a Falerii Novi

## Geografia fisica

### Territorio
Fabrica di Roma è situata a sud dei monti Cimini, nelle vicinanze del lago di Vico. Poche sono le pianure e le vallate alluvionali, la quasi totalità della zona è formata, infatti, da rocce vulcaniche.

### Clima
Il suo clima è continentale anche se modificato dalla densa vegetazione. La temperatura media annua oscilla intorno ai 15 °C. La pioggia, proveniente dal Tirreno, cade in media 800–1000 mm/anno. Tra i venti, di intensità media, prevalgono la tramontana, lo scirocco, il levantino e il ponente. La flora e la fauna riguardano in particolare piante e animali della bassa montagna.
Classificazione climatica: zona D, 1946 GG

## Storia
Periodo falisco
La storia di Fabrica di Roma è sicuramente legata alla popolazione falisca. L'origine del territorio è ancora ignota. I principali resti archeologici rinvenuti riguardano le abitazioni falische in località Le Molelle, a est di Fabrica, sicuramente facenti parte di un pagus falisco; la galleria di Ponte Sodo, scavata nella roccia che ospitò le prime tribù falische; le grotte di Materano ipotizzate quali prime protezioni primitive; i cunicoli sotterranei e, infine, le molte tombe disseminate nel territorio che attestano lo sfruttamento abitativo in periodo falisco. Nel 1889 l'archeologo Pasqui scavò in località Monte delle Monache, portando alla luce tre tombe a camera (fine IV-V sec. a.C.). Nonostante fossero state già depredate queste tombe conservavano vasi a figure rosse, una statua di fauno e altro vasellame etrusco-campano. Di notevole importanza epigrafica furono i nomi dei defunti incisi su alcune tegole: Cauio Latrio, Cauia Hadenia e Staco Leuia. Altro pezzo importante è l'acroterio in terracotta rappresentante una Vittoria alata. Il territorio di Fabrica è disseminato di antichi luoghi di derivazione falisca, tra quelli ancora visibili vediamo grotte scavate nel peperino con all'interno nicchie, sicuramente un colombario, proprio all'interno dell'attuale centro storico.
Periodo medioevale e moderno
Il periodo medioevale di Fabrica inizia nel 1093 col documento con cui, un certo Ildebrando, concesse all'Abbazia di Farfa le sue proprietà, tra cui il fundus Fabricae. Ancora, nel 1177 nella Bolla papale di Alessandro III, Fabrica venne citata tra le proprietà dell'abbazia di Sant'Elia sub Pentoma. Nel 1217 fu donata all'Ospedale di S. Tommaso in Formis sottolineando così che Fabrica appartenne per gran parte della sua esistenza allo Stato Pontificio. Nel XIII secolo la comunità urbana risulta però tra le proprietà di Manfredi di Vico, avendola acquistata dall'Ospedale di S. Spirito, che la rivendette alla famiglia Orsini. Gli Orsini (in particolare Rinaldo e Giordano Orsini), a loro volta, la restituirono nel 1367 all'Ospedale di S. Spirito in Saxia. Passarono solo otto anni quando Francesco di Vico, prefetto di Roma, ribellatosi alla Chiesa, si impadronì di alcuni dei castelli del Patrimonio di S. Pietro. Questo evento durò però solo due anni, così nel 1377 i Di Vico restituirono il tutto. Ma la brama espansionistica dei Di Vico non finì così facilmente: nel 1431 Giacomo Di Vico, alleatosi con Antonio Colonna, si mosse contro l'esercito papale, ma fu sconfitto. Il castello di Fabrica rimase così amministrato dall'Ospedale di S. Spirito fino al 1536 quando venne concesso in enfiteusi a Lucrezia Della Rovere vedova Colonna. La famiglia Della Rovere costruì qui a Fabrica un proprio palazzo, appena fuori dalle mura, in cui dimorò anche papa Giulio II Della Rovere. La proprietà di Lucrezia durò solo due anni quando il castello fu restituito all'Ospedale di S. Spirito. Nel 1539 fu venduto a Pier Luigi Farnese insieme alla tenuta di Falleri, entrando così nel Ducato di Castro e Ronciglione. Alla famiglia Farnese, in particolare al cardinale Alessandro Farnese, si deve sicuramente la costruzione della Torre di Fabrica, nel centro storico. Il rapporto tra Fabrica e i Farnese terminò nel 1649 con la definitiva sconfitta della famiglia ribelle da parte di papa Innocenzo X. Solo nel 1756 Fabrica passò, venduta, a Stefano e Leopoldo Cencelli che, anche grazie ai loro discendenti, restaurarono e abbellirono Fabrica. Nel 1798-99 il territorio entrò nell'egida francese attraverso l'esperienza repubblicana, passando dal 1809 al 1814 sotto il dominio napoleonico. Dopo il Congresso di Vienna ritornò sotto l'influenza della Chiesa e le sue sorti rimasero legate a essa fino all'Unità d'Italia. L'ideale dell'Unità d'Italia pervasero anche la popolazione di Fabrica con dimostrazioni anche palesi. Nel 1873 al nome Fabrica fu aggiunta la denominazione "di Roma" così Fabrica fu nota come "Fabrica di Roma, Provincia di Roma, Circondario di Viterbo".

### Simboli
Lo stemma e il gonfalone attualmente in uso sono stati concessi con decreto del Presidente della Repubblica del 22 maggio 2002, in sostituzione di un precedente stemma riconosciuto con decreto del capo del Governo del 17 ottobre 1935 e del gonfalone concesso con regio decreto del 21 giugno 1942.
Il gonfalone è un drappo di giallo con la bordatura di rosso.

## Monumenti e luoghi d'interesse

### Architetture religiose
- La collegiata di San Silvestro, ingrandita e rimaneggiata nel XVI secolo, si presenta oggi nelle linee dell'ultimo consolidamento risalente al Settecento.

L'interno propone, nella parte absidale, un vasto affresco cinquecentesco, attribuito ai fratelli Lorenzo e Bartolomeo Torresani, raffigurante l'Ultima Cena, la Crocifissione, la Flagellazione e il Paradiso. Negli altari laterali: l'Assunzione, Santa Elisabetta d'Ungheria, San Gaetano, San Francesco d'Assisi, Santa Rosa da Viterbo, le anime purganti e l'Assunta. Sotto l'altare centrale si trovano le reliquie di san Giustino Martire.
- La Chiesa Santa Maria della Pietà, origine molto antica tardo Quattrocento, impianto ottagonale che doveva essere coperto da una cupola (mai realizzata) e un corpo longitudinale che ne costituisce la navata.

### Architetture civili
- Il castello Farnese, situato nella parte più alta del centro storico, venne ristrutturato nel 1539 da Pierluigi Farnese che lo annesse al Ducato di Castro. È stato completamente restaurato alcuni decenni fa dalla contessa Lia Mariani Bianchi-Ninni.

### Siti archeologici
- Falerii Novi, città romana, si trova sull'attuale territorio comunale di Fabrica di Roma a circa metà strada tra Fabrica di Roma e Civita Castellana. Qui sono presenti le mura dell'antica città contenenti all'interno la chiesa di Santa Maria in Falerii. Nelle vicinanze si trovano scavate nel tufo le catacombe di San Gratiliano e Santa Felicissima.

## Società

### Evoluzione demografica
Abitanti censiti

### Etnie e minoranze straniere
Secondo i dati ISTAT al 31 dicembre 2009 la popolazione straniera residente era di 884 persone. Le nazionalità maggiormente rappresentate in base alla loro percentuale sul totale della popolazione residente erano:
Romania 399 4,75%
Albania 89 1,06%

### Istituzioni, enti e associazioni
- Futurae APS
- Protezione Civile G.A.V.
- Avis.
- Fab(b)rica delle Donne.
- Ass. Garibaldi Onlus.
- Circolo Artistico Fotografico B.F.I.
- Ass. Pro Loco Fabrica di Roma.
- Granello di Senape ONLUS

## Economia
Di seguito la tabella storica elaborata dall'Istat a tema Unità locali, intesa come numero di imprese attive, e addetti, intesi come numero addetti delle unità locali delle imprese attive (valori medi annui).
|                 | 2015                  |                              |                            |                |                       |                     | 2014                  |                | 2013                  |                |
| --------------- | --------------------- | ---------------------------- | -------------------------- | -------------- | --------------------- | ------------------- | --------------------- | -------------- | --------------------- | -------------- |
|                 | Numero imprese attive | % provinciale imprese attive | % regionale imprese attive | Numero addetti | % provinciale addetti | % regionale addetti | Numero imprese attive | Numero addetti | Numero imprese attive | Numero addetti |
| Fabrica di Roma | 483                   | 2,07                         | 0,11                       | 1.660          | 2,79                  | 0,11                | 479                   | 1.714          | 494                   | 1.799          |
| Viterbo         | 23.371                |                              | 5,13                       | 59.399         |                       | 3,86                | 23.658                | 59.741         | 24.131                | 61.493         |
| Lazio           | 455.591               |                              |                            | 1.539.359      |                       |                     | 457.686               | 1.510.459      | 464.094               | 1.525.471      |

Nel 2015 le 483 imprese operanti nel territorio comunale, che rappresentavano il 2,07% del totale provinciale (23.371 imprese attive), hanno occupato 1.660 addetti, il 2,79% del dato provinciale (59.399 addetti); in media, ogni impresa nel 2015 ha occupato tre persone (3,44).

## Infrastrutture e trasporti

### Strade
Fabrica di Roma è collegata tramite la Strada Provinciale 26 Vignanellese a Vignanello, tramite la strada provinciale 27 Faleriense a Civita Castellana, tramite la strada provinciale 35 Ronciglionese a Carbognano, tramite la strada provinciale 65 Valleranese , è collegata a Vallerano, e tramite la strada provinciale 71 Corchianese , è collegata a Corchiano.

### Ferrovie
Fabrica di Roma è dotata di due stazioni ferroviarie poco distanti fra loro.
- La stazione ASTRAL di Fabrica di Roma si trova lungo la ferrovia Roma-Civita Castellana-Viterbo, tra la stazione di Corchiano e la stazione di Faleri.
- La stazione RFI di Fabrica di Roma è collocata lungo la ferrovia Orte-Capranica-Civitavecchia, tra la stazione di Caprarola e la stazione di Corchiano.

La stazione RFI è priva di traffico ferroviario. Fino al 1995 venivano effettuati treni regionali tra Orte e Capranica (FL3), ma da quel momento la ferrovia è chiusa e non vi passano treni.
Le due stazioni sono collegate fra loro tramite raccordo ferroviario per consentire il transito di treni merci con carichi destinati alla manutenzione della ferrovia Roma Nord.
Nel territorio comunale è presente una terza stazione ferroviaria, la stazione di Faleri, a servizio dell'omonima frazione e nelle vicinanze della città romana di Falerii.

## Amministrazione
Nel 1873 Fabrica cambia denominazione in Fabrica di Roma.
Nel 1927, a seguito del riordino delle circoscrizioni provinciali stabilito dal regio decreto n. 1 del 2 gennaio 1927, per volontà del governo fascista, quando venne istituita la provincia di Viterbo, Fabrica di Roma passò dalla provincia di Roma a quella di Viterbo.

## Sport

### Calcio a 5
- Real Fabrica di Roma, che milita in Serie a2 girone b[9].